# CMパンク
CMパンク（CM Punk、1978年10月26日 - ）は、アメリカ合衆国の男性プロレスラー、総合格闘家。本名はフィリップ・ブルックス（Phillip Jack Brooks）。イリノイ州シカゴ出身。
ストレート・エッジ（日本語字幕では「禁欲主義」と翻訳）の信奉者で、手の甲に×印を描くなど自身のギミックにも反映されている。日本のプロレスラーの得意技を混ぜ合わせたファイトスタイルが特徴。

## 来歴

### 2006年以前

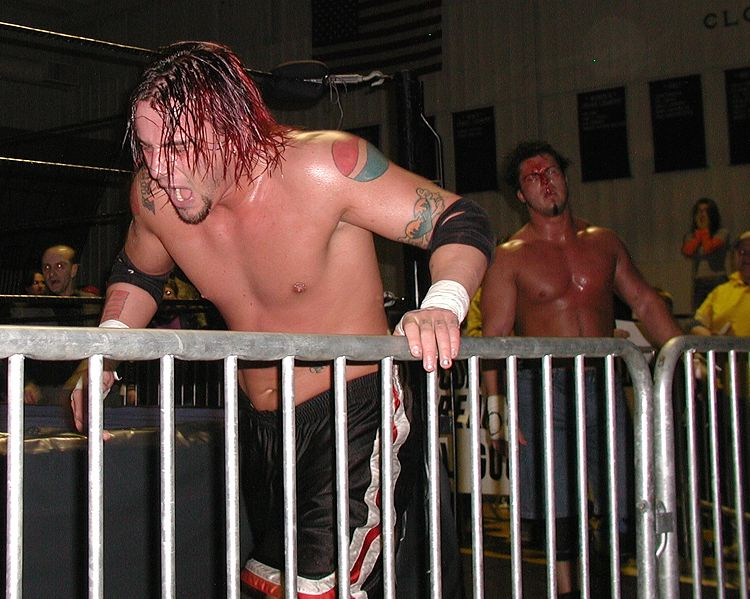
NWA参戦時(左)

バックヤードレスリングでのデビュー間もない20歳過ぎの頃に、急遽「Chick Magnets」というタッグチームに参加することになるが、その頭文字を組み合わせたリングネームを現在まで使い続けている。インディー団体（ROH、IWAミッドサウス等）で活躍後、トライアルとして、「ヒート」でのケン・ケネディーとの試合やダーク・マッチを経て、WWEとディベロップメンタル契約。バル・ビーナスとの試合は、スリリングなレスリング展開や、バルをあと一歩手前まで追い詰める等、ジョバーの枠でありながら異例なものを見せた。その後、OVWでOVW王座に着くなどの活躍の後、2006年8月1日、ECWのTVショーでデビューする。
番組内でムエタイとブラジリアン柔術の経験者というギミックで紹介され、インディーでも名を知られていたため注目された。デビュー戦でジャスティン・クレディブルと対戦し勝利。その後シャノン・ムーア、マイク・ノックスと抗争。徐々に実績を積んでいく。
同年、サバイバー・シリーズでDXチームの5人目として、PPV初参戦。その後、ディセンバー・トゥ・ディスメンバーに出場しECW王座に挑戦するが王座奪取とはならなかった。翌年1月9日のショーン・デバリ戦で敗れ、シングル戦での無敗記録がストップする。

### 2007年
ロイヤルランブルに出場するも敗退。その後、WrestleMania 23のマネー・イン・ザ・バンク・ラダー・マッチに出場し、エッジらと鞄を争ったが、敗れる。9月1日のECWにてECW王座を獲得する。その後ジョン・モリソンやザ・ミズ、復帰したチャボ・ゲレロらと抗争する。

### 2008年
2008年1月、対チャボ・ゲレロ戦にてエッジの協力(乱入)を受けたチャボにECW王座を奪われる。その後、レッスルマニア直前のノー・ウェイ・アウトにてチャボ・ゲレロの持つECW王座に挑戦するも敗退。翌週のECWでも同タイトルに挑むが、またしてもチャボの前に敗れ、これをきっかけにECW王座を諦める。WrestleMania XXIVで行われたマネー・イン・ザ・バンク・ラダー・マッチで優勝し、マネー・イン・ザ・バンクを獲得する。
6月23日に行われたドラフトでRAWに移籍する。翌週のRAWでバティスタの襲撃によりグロッキーになっていたエッジに対し鞄の権利を行使し、世界ヘビー級王者となる。
9月7日のアンフォーギヴェンでチャンピオンシップ・スクランブル形式の世界ヘビー級王座戦に出場予定だったが、試合前のインタビュー中にランディ・オートンらの襲撃を受けてしまい、出場不可能になる（アングル上）。出場予定だったスクランブル戦には代わりにクリス・ジェリコが出場し、ジェリコが世界ヘビー級王座を取ってしまう。後日ジェリコとのスティールケージマッチで世界ヘビー級王座を賭け対戦するが敗れ、奪還することはできなかった。
その後はコフィ・キングストンとタッグを組み、オートンと共に襲撃したコーディ・ローデスやテッド・デビアス・ジュニアと抗争を重ね、ローデス・デビアス組から世界タッグ王座を奪取する。しかし12月に行われたハウス・ショーでジョン・モリソン&ザ・ミズ組に王座を奪われる。世界タッグ王座を失った後、コフィとタッグを解消し再びシングルに戻る。

### 2009年
シングルに戻った後、IC王者のウィリアム・リーガルと抗争を重ねる。最初に行われたIC王座戦はリーガルが反則負けになったが、GMのステファニー・マクマホンが再戦を決定し、再戦でリーガルが反則負けになってもタイトルが移動する試合形式に変更された。翌週にIC王座戦の再戦が行われたが、今度はパンクが反則を犯してしまう。この事態にまたしてもステファニーが現れ、次週に再々戦を行い、ノーDQ形式に変更してIC王座戦を行うことを発表した。再々戦は激しい試合になったが最後はパンクがGTSを決めてIC王座を獲得した。しかしレッスルマニアの2週間前にRAWで行われたJBLとの王座戦に敗れ、王座を失う。
WrestleMania XXVで行われたマネー・イン・ザ・バンク・ラダー・マッチで2年連続優勝。マネー・イン・ザ・バンクを獲得する。4月のドラフトにより、スマックダウンへ移籍する。移籍後、鞄の権利を行使しようとしているところにウマガの乱入に会う。それによりウマガと抗争を開始する。6月のエクストリーム・ルールズではサモアン・ストラップ・マッチでウマガに勝利しその後のエッジとジェフ・ハーディーのラダー戦後に乱入し、鞄の権利を行使する。新王者となったジェフに勝利し、新世界ヘビー級王者となる。以降ジェフとの抗争を繰り広げ徐々にヒール化していく。そして7月26日のナイト・オブ・チャンピオンズではジェフに敗れ王座を失う。ナイト・オブ・チャンピオンズでは放送終了後にジェフに握手を求めたが、翌週のスマックダウン放送においてジョン・モリソンと闘い王座防衛したジェフを襲ってヒールターン。その後もジェフの薬物使用歴やリスクの高いファイトを含めた素行を非難、彼を支持するファンにも説教をし始めるが、そのマイクアピールと矛盾する卑劣な暴行を背後からジェフに加え続けた。8月のサマースラムではTLC戦でジェフと世界王座を争い、ジェフから王座を奪う。しかしその直後ジェフの倒れていた場所に休場していたはずのジ・アンダーテイカーが出現、チョークスラムを浴び撃沈。テイカーとの抗争を開始する。9月にモントリオールで開催されたブレーキング・ポイントでのサブミッションマッチではモントリオール事件を模倣したような結末となり防衛に成功する。しかし10月のヘル・イン・ア・セルではテイカーに敗れ王座を失う。その後はルーク・ギャローズを禁欲主義信者として従えRトゥルースやマット・ハーディーと抗争する。

### 2010年

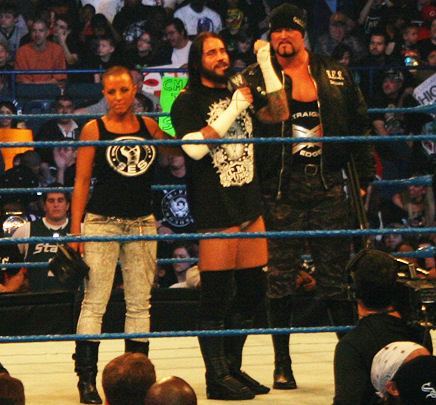
ストレート・エッジ・ソサエティ

年が明けてからも飲酒、喫煙、薬物を徹底して見下すマイクアピールを続ける。それに加えて観客の中から一人を選びリングに上げ、それらを断ち自分たちの仲間（禁欲主義社会、ストレート・エッジ・ソサエティ）入りすることを誓わせ、男女問わず丸刈りにするパフォーマンスを行うようになる。（その際にリングに上げられる観客はFCWの選手や地元のレスラー）セリーナがメンバーに加入してからは丸刈りは行わなくなる。その後は、レイ・ミステリオと抗争し、WrestleMania XXVIでは敗退するものも、エクストリーム・ルールズでは乱入の混乱に乗じ勝利した。5月23日に開催されたオーバー・ザ・リミットでミステリオに負けた場合はパンクは頭を丸め、パンクに負けた場合ミステリオはストレート・エッジ・ソサエティに加入というルールで再びミステリオと再戦するが敗北し、髪を刈られる。翌週のスマックダウンでは、刈られた頭を隠すために覆面をかぶって登場。しかしビッグ・ショーにマスクに手を掛けられ、必死に守るもマスクを取られてしまう。また2月から開始した新番組NXTではダレン・ヤングを指導するプロ役として登場したが、あまり乗り気ではなかった(ヤングは敗退)。マスクをはぎ取られたことをきっかけにビッグ・ショーと抗争を開始するも、8月15日のサマースラムではストレート・エッジ・ソサエティ対ビッグ・ショーの3対1のハンディキャップ・マッチに臨むも弟子を捨てて逃亡し、敗北を招く。事後、弟子であるギャローズたちのことを考えない自己中心的な態度が目立つようになる。9月3日のギャローズ対ビッグ・ショー戦でギャローズが敗北、これでビッグ・ショーを倒せない怒りが爆発して弟子のギャローズにやつあたりし、GTSで沈めてしまう。パンクの自己中心的な行動によりストレート・エッジ・ソサエティは壊滅状態となる。その後エッジのスマックダウン移籍に伴う保障でトレードによりRAWへ移籍したことで、ストレート・エッジ・ソサエティは完全に消滅する。10月24日のブラッギング・ライツの番組対抗戦ではアルベルト・デル・リオからフォールを奪うがミステリオにフォールを奪われて敗退。この後から腰の怪我のため休場に入る。11月22日よりRAWのゲストコメンテーターとして復帰した。

### 2011年

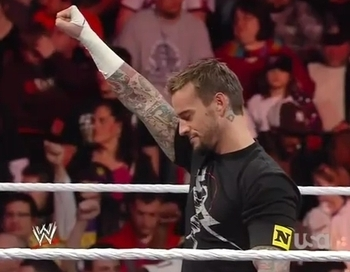
ネクサスのリーダーとして

前年末より試合後限定でジョン・シナを立て続けに襲い、その上で利害が一致したネクサスと手を組むようになる。だがウェイド・バレットのネクサス残留が懸かった試合ではバレットの勝利を阻止し、バレットはネクサスを追放される。そして自身がネクサスのリーダーを務めるようになる。その上「新生」ネクサスを結成するにあたり、メンバーに対し自らの思想を押しつけ、制裁としか思えない事を行う。これを機にパンクを見限ったジャスティン・ガブリエル、ヒース・スレイターはバレット側に寝返ってしまう。その後ランディ・オートンと抗争し、WrestleMania XXVIIでの対戦が決定。ネクサスのメンバーを使い対オートン戦までの状況を優位に展開させようと試みるもパンク以外のメンバーが全員オートンにパントキックを食らい長期欠場となる。レッスルマニアではオートンにスプリングボード式ダイビングクローズラインをカウンターのRKOで迎撃され敗北。翌月のエクストリーム・ルールズにてラストマン・スタンディング・マッチで再戦するがまたもオートンに敗北。後のドラフトでオートンのスマックダウン移籍が決まり抗争はフェードアウトした。
6月20日のRAWでのトリプルスレットマッチを制してPPVマネー・イン・ザ・バンクでのジョン・シナの保持するWWE王座挑戦権を獲得したが、翌週の6月27日のRAWにてシナ対R-トゥルースの試合に乱入しシナを敗戦させると試合後に入場ランプに座り込み数々の批判をぶちまける大演説を行った。演説ではシナという人物は嫌いではないが、シナが最良の選択であるとするWWE上層部への批判。その上でシナをビンスの機嫌取り役と批判。自身の努力は一切報われずパンフレットの表紙やレッスルマニアPRポスターや映画への起用がなかったこと、ザ・ロックことドウェイン・ジョンソンが翌年のWMのポスターに起用されるなど自身よりOBが優遇される状況への批判。「Hey,Colt Cabana,How you doing?」「コルト・カバナ元気か?」と述べ自分の友人コルト・カバナの名前を口にしカバナがここにいないことをユニバースに示し会社の人事のありかたに対しても矢を向けた。唯一自身を認めてくれたポール・ヘイマンへの感謝。同じくヘイマン直近のスターだったブロック・レスナーのようにWWEに見切りを付け、レスナーとの相違点としてWWE王座を持ってWWEを去るという決意表明。WWE王座を持って新日本プロレスやROHのリングに上がるのも選択肢と述べ、ビンス・マクマホンを囲うイエスマンであるジョン・ロウリネイティス副社長や、世襲するであろうステファニー・マクマホンやポール・レベックへの批判などを述べた。自身とビンスの個人的なやり取りを述べようとした所でマイクのスイッチは強引に切られ、WWEにとってのタブーだらけの演説は強制的に終了させられた。この演説で無期限出場停止処分を受けWWE王座挑戦も白紙となったが、7月11日のRAWではビンスとの公開ディベート上で5年間の長期契約をちらつかせゴマをすってきたとぶちまけた上でビンスに謝罪を要求、番組ラストでビンスはパンクに謝罪したがパンクはこのようなスキット自体ウンザリしていると言い放った上で契約書を破り捨てるなど対ビンスの態度を硬化させた。またシナの希望によってPPVでのWWE王座戦はそのまま行われるよう要請されビンスも了承した。
PPVマネー・イン・ザ・バンクにて、モントリオール事件再現を狙いパンクを敗北させようとするビンスの介入行為に勝利への気持ちを切らしたシナを破りWWE王座を獲得し、公約通りベルトを保持したままWWEを退団した。翌8月1日のRAWにて、オープニングでWWEと再契約を結んだと発表。新王者レイ・ミステリオを破り王座返り咲きを果たしたシナの前に姿を表し、WWE王者が自身であることをアピールした。その後、新COOのトリプルHによって両者共に王者であることが認められ、8月のPPVサマースラムにて両者の統一王座戦が開催されることが決定した。
8月、サマースラムにて特別レフェリーにトリプルHを迎えたWWE王座統一戦でトリプルHの疑惑の裁定を味方に付けシナ破り王座を統一したが、試合直後にケビン・ナッシュの襲撃を受けた所をマネー・イン・ザ・バンクの権利を行使したアルベルト・デル・リオによってフォールされ、王座を失った。
サマースラムの一件をすべてトリプルHの仕組んだ策略であると主張しPPVWWEナイト・オブ・チャンピオンズでトリプルHが敗戦したらCOO辞任を条件にした一騎討ちを了承させたが、当日の試合はロウリネイティス副社長派の介入によって試合をぶち壊しにされ（試合は反則裁定なしのノーDQ戦だった）敗戦した。この件を受け真の敵はロウリネティス副社長として副社長との抗争を開始、またトリプルHと反副社長という点で利害が一致し一時共闘体制を取り、10月10日のRAWでのストライキ騒動の際はトリプルHを支持し番組に出演した。
11月、サバイバー・シリーズにてアルベルト・デル・リオを破り二度目のWWE王座を獲得。その後もロウリネイティス派のザ・ミズとデル・リオをPPVTLCでのトリプルスレッド戦で退け王座を保持し年を越した。

### 2012年
ロイヤルランブルでドルフ・ジグラーを破り王座を防衛しロウリネイティス副社長派との抗争を終結させると、クリス・ジェリコと抗争を開始。戦前に禁欲主義ギミックを否定されるという心理戦を仕掛けられたレッスルマニア28とPPVエクストリームルールズで王座戦を行い、2度とも勝利、抗争を終結させる。PPVオーバー・ザ・リミットを前にしてダニエル・ブライアンとの抗争を開始。AJやケインをも巻き込み7月のPPVまで戦いは続いたが王座を防衛した。7月23日のRAW1000回目の特番にてマネー権を行使し挑戦してきたシナとの防衛戦にてビッグ・ショーが乱入し反則裁定で王座を防衛、ショーを止めるためこの日特別出演していたザ・ロックがリングインするとシナ達に目もくれずロックを襲った。サマースラムではビッグ・ショーとシナを迎えたトリプルスレット戦に勝ち王座を防衛。9月3日のRAWにて自身の唯一かつ最大の理解者であるポール・ヘイマンをマネージャーとし、誰彼構わず敬意を求めるなど暴走し完全にヒールターン、ヘイマンという頭脳を得て様々な策略による疑惑の決着などで王座戦線を戦い抜く。ナイト・オブ・チャンピオンではシナのスーパースープレックスを喰らいフォール負けしたかに見えたがシナの肩もマットに付いていてダブルフォールであったと判定され引き分けで王座を防衛。ヘル・イン・ア・セルではライバックと王座戦を行い、レフェリーのブラッド・マドックスの急所攻撃から丸め込み、高速カウントで勝利。サバイバーシリーズのトリプルスレット戦では後にシールドと呼ばれるようになる3人の助けを受けシナとライバックを退けた。
PPV:TLCは膝のケガのため出場をキャンセルしたが2011年11月の王座奪取から1年以上の長期政権を築いたまま年を越した。

### 2013年
1月7日のRAWにて、ザ・ロックと対峙。「この会社ではダニエル・ブライアンなどが評価されずシナが評価される。そして俺が評価されずお前が評価される」とロックを罵倒。ロックも応戦しロイヤルランブルでのWWE王挑戦を表明した。ビンス・マクマホンはロックを支持し、シールドを介入させた場合は王座剥奪の条件を提示した。迎えたロイヤルランブルにて、第三者の介入でロックがカウントアウトになり勝利を手にしたかに見えたが、ビンスが現れ第三者がシールドだったと断定し王座剥奪を決定しかけたが、ロックが試合続行を要求し試合が再開され、抵抗むなしく敗れ王座を明け渡すことになった（王座保持期間は同王座歴代6位となる434日）。エリミネーションチェンバーでの再戦でも敗れ、祭典でのさらなる再戦を賭けた試合をシナとも行ったが敗戦。しかしながらジ・アンダーテイカーへ挑戦する為の予選である4way戦で勝利して祭典でのジ・アンダーテイカー戦を決めた。彼のマネージャーポール・ベアラーの死をあざ笑ったり、重要な骨壺を奪うなど挑発を行い当日を迎え、試合でも掟やぶりの逆オールドスクールや首をかききるポーズで挑発しテイカーを激怒させ全力を出し切らせた上で敗北した。
6月16日WWEペイバックにて復帰し、クリス・ジェリコ相手に勝利した。
翌日のRAWにてマネージャーであるポール・ヘイマンに「俺はレスナーやカーティスとちがう、だからすべての試合のセコンドに付かなくてもいい」と告げヘイマンと衝突。そして、アルベルト・デル・リオ戦に勝利後、突如同じヘイマンの顧客ブロック・レスナーが現れ、F5を浴びせられた。翌週以降はカーティス・アクセルも交えた複雑な人間関係に翻弄される。
7月14日WWEマネー・イン・ザ・バンクにて6人参加のマネー戦に出場したがポール・ヘイマンにラダーを登るのを邪魔され敗北した。翌日のRAWにてパンクが前日の試合についてヘイマンを呼び付けディベートを行ったがヘイマンの演説終了と同時にレスナーが登場、またしてもF5を浴びせられた。これにより、パンクはヘイマン一派と完全に袂を分けベビーターンし一派との抗争を開始、サマースラムでレスナーとノーDQ戦を行うがヘイマンの介入を受け敗北。ナイトオブチャンピオンズではヘイマン、カーティスを相手にしたノーDQ+ハンデ戦に挑んだがヘイマンの新たな顧客ライバックの介入を受け敗戦。バトルグラウンドではライバックに勝利し反撃を開始し、ヘル・イン・ア・セルではヘイマン、ライバックとのハンデ戦に挑み勝利し、ヘイマンを制裁し一派との抗争を終結させる。その後ダニエル・ブライアンと共闘しサバイバーシリーズにてワイアット・ファミリーと闘い勝利した後、パンクはシールドに強襲され抗争に入りPPV TLCでは1vs3のハンデ戦に挑みロマン・レインズとディーン・アンブローズの誤爆のスキを付き勝利した。

### 2014年
1月6日のRAWオールドスクールではロディ・パイパーの「パイパーズ・ピット」に登場。しかしシールドの乱入でその場をぶち壊しにされた、そこにニュー・エイジ・アウトローズが救出に入り共闘体制を取りその日のシールドとの試合には勝利した。しかし翌週の同一カードでの再戦でアウトローズに裏切られ敗北。1月14日のスマックダウンにてケインに襲撃されトリプルH派閥本体オーソリティーとの抗争を開始。
1月26日のロイヤルランブルにて1番手でリングインし「ファイナル4」まで勝ち残っていたが、先に失格になっていたケインの介入によってリングから落とされ、失格となった。
1月27日RAW生中継の直前にビンス・マクマホンに試合に出ないと伝え会場を後にして職場放棄を行った。WWEサイドは2月17日のRAWの放送前にパンクはまだWWEを離脱した訳ではないと説明した（2011年7月に3年契約を結び2014年7月まで契約が残っているためと主張）。しかし3月3日のRAWオープニングでパンクのテーマソングが鳴り響く中ポール・ヘイマンとブロック・レスナーが登場。ヘイマンが「残念ながら諸君達の待ち望むパンクはここには来ない。」「諸君達はもうパンクの姿を見ることはないだろう。そのことでパンクを責めるのは間違いである。全ては諸君達自身の責任だからだ。」などと力説し対外的にパンクの復帰が難しいと言う見解が発表された。6月、シカゴ市内で開催のPPVペイバックの開催日には同じシカゴ市内で開催のNHLシカゴ・ブラックホークスの試合を観戦していたという。 そして、契約更改のないまま7月16日未明にWWEのホームページ上のWWE Superastarsの項目から削除され、それが退団の発表となった。後にパンク自身が、WWE上層部との対立がきっかけで解雇されたと明かした。
契約満了後パンクは周囲のごく親しい人物に「プロレス界から引退した」と語っているという。
12月6日、UFC 181の中継に登場しインタビューを受け、UFCと選手契約を結んだと公表された

### 2016年 - 2020年
2016年9月10日、UFC 203にて正式にUFCデビュー、ミッキー・ガルと対戦した。試合は開始からパンクの防戦一方で、2分14秒にギブアップでガルに完敗した。
2018年6月9日、地元シカゴで行われたUFC 225でマイク・ジャクソンと対戦。フルラウンドを戦ったものの、大差にて判定負け。しかしながら、対戦相手の薬物検査失格により、無効試合となった。
2019年11月12日、SmackDownの放映権を持つFOXのダイジェスト番組「WWE BACKSTAGE」のエンディングにサプライズ登場。コメンテーターとしての準レギュラー出演だが、WWEではなくあくまでFOXとの契約とされている。

### 2021年 - 2023年
2021年8月20日、AEWのリングに登場しプロレスへの復帰を発表。翌21日にはAEWに所属したことが公表された。
9月5日、ALLOUTにて7年振りの試合をダービー・アリンと行い、見事勝利を収めた。
2022年5月30日、アダム・ペイジに勝利し、AEW世界王座を獲得。8月24日に暫定王者のジョン・モクスリーとの王座統一戦に敗れるが、9月4日に王座を奪い返す。
しかし、4日の試合で右上腕の筋肉を断裂し欠場に入る。さらに、4日の試合後会見でAEW副社長のケニー・オメガ、ヤング・バックスらを「無責任な副社長たち」などと批判したことで、オメガ、ヤング・バックスらとバックステージで口論に発展したことも明らかになった。
6月17日、AEWの新番組「COLISION」の初回放送で9か月ぶりに復活。FTR（ダックス・ハーウッド、キャッシュ・ウィーラー）と組み、サモア・ジョー、ジェイ・ホワイト、ジュース・ロビンソン組と対戦。ジュースをGTSで沈め勝利した。
9月2日、AEWからの解雇が発表された。
解雇の理由として、8月28日に行われた「ALL IN」のバックステージでジャック・ペリーとトラブルになり、騒動に発展。それに関してAEWは規律委員会を開いたところ、全会一致でCMパンクの解雇が妥当との判断が下され、トニー・カーン社長が解雇を決定した。

### 2023年 –
2023年地元シカゴで開催された第37回サバイバー・シリーズでWWEに電撃復帰。
2024年1月のロイヤルランブル戦が復帰後初のTVマッチとなる。最後の2人まで残るが、コーディ・ローデスに脱落させられる。さらに試合中に上腕三頭筋を断裂しており、長期欠場にはいる。
2024年8月、サマースラムでドリュー・マッキンタイアと対戦(レフェリーはセス・ロリンズ)したが、ピンフォール負けを喫した。
2024年10月、バッドブラッドでドリュー・マッキンタイアとヘル・イン・ア・セル戦で対戦。30分を超える激闘を制し、マッキンタイアとの遺恨に終止符を打った。
2024年11月、サバイバー・シリーズのメインイベントのウォーゲーム戦でローマン・レインズらと組みソロ・シコア組に勝利した。
2025年3月、エリミネーション・チェンバー戦に参戦。残り2人まで勝ち残るが、脱落済みのセス・ロリンズの介入もあり敗北。レッスルマニア41での統一WWEユニバーサル王座挑戦権を逃した。
2025年4月、レッスルマニア41Day1のメインイベントの3way戦でローマン・レインズと共にセス・ロリンズに敗れた。これが自身初のレッスルマニアのメインイベント出場となった。試合中にはポール・ヘイマンがパンクとレインズを裏切り、ロリンズに味方するというサプライズがあった。
2025年6月28日に行われたWWEナイト・オブ・チャンピオンズでジョン・シナの持つ統一WWE王座に挑戦するが敗北。
2025年7月14日（日本時間15日）のRAWでガントレットマッチを制してサマースラムでグンターの持つ世界ヘビー級王座に挑戦することが決まる。

## 戦績
| 総合格闘技 戦績 | 総合格闘技 戦績 | 総合格闘技 戦績 | 総合格闘技 戦績 | 総合格闘技 戦績 | 総合格闘技 戦績 | 総合格闘技 戦績 |
| --------------- | --------------- | --------------- | --------------- | --------------- | --------------- | --------------- |
| 2 試合          | (T)KO           | 一本            | 判定            | その他          | 引き分け        | 無効試合        |
| 0 勝            | 0               | 0               | 0               | 0               | 0               | 1               |
| 1 敗            | 0               | 1               | 0               | 0               | 0               | 1               |

| 勝敗 | 対戦相手           | 試合結果                                   | 大会名                          | 開催年月日    |
| －   | マイク・ジャクソン | ノーコンテスト（ジャクソンの薬物検査失格） | UFC 225: Whittaker vs. Romero 2 | 2018年6月9日  |
| ×    | ミッキー・ガル     | 1R 2:14 リアネイキドチョーク               | UFC 203: Miocic vs. Overeem     | 2016年9月10日 |

## 得意技
日本人レスラーの得意技を多用する選手として知られる。

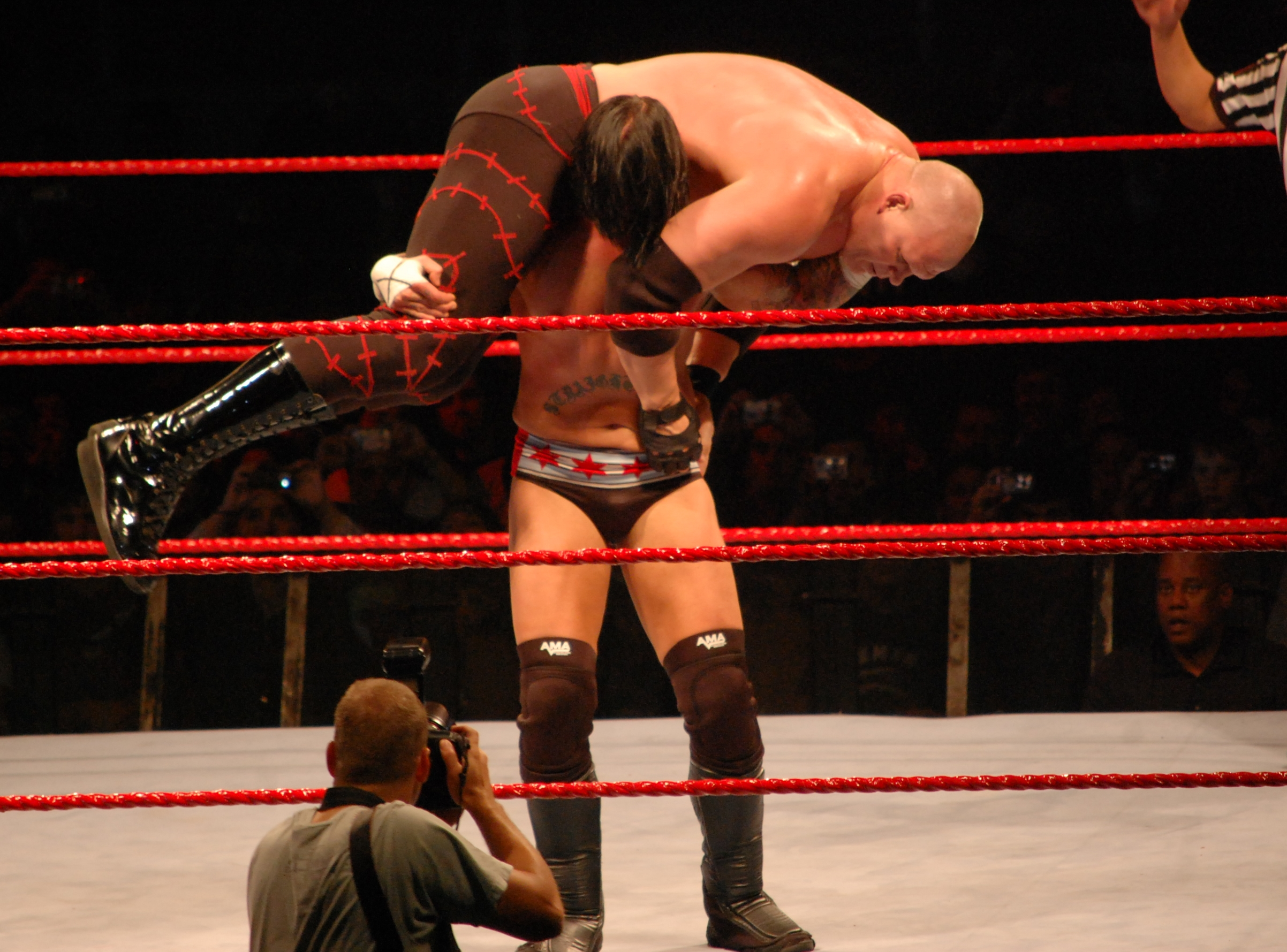
GTS

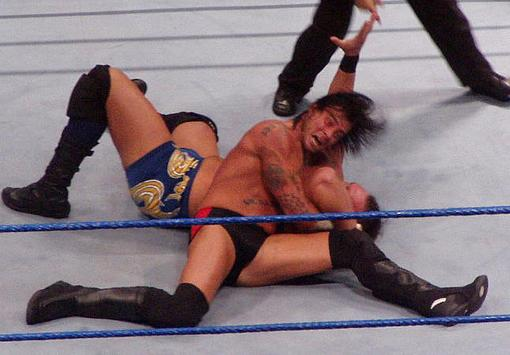
CMパンクによるアナコンダバイス（V1アームロックと袈裟固の複合技）。

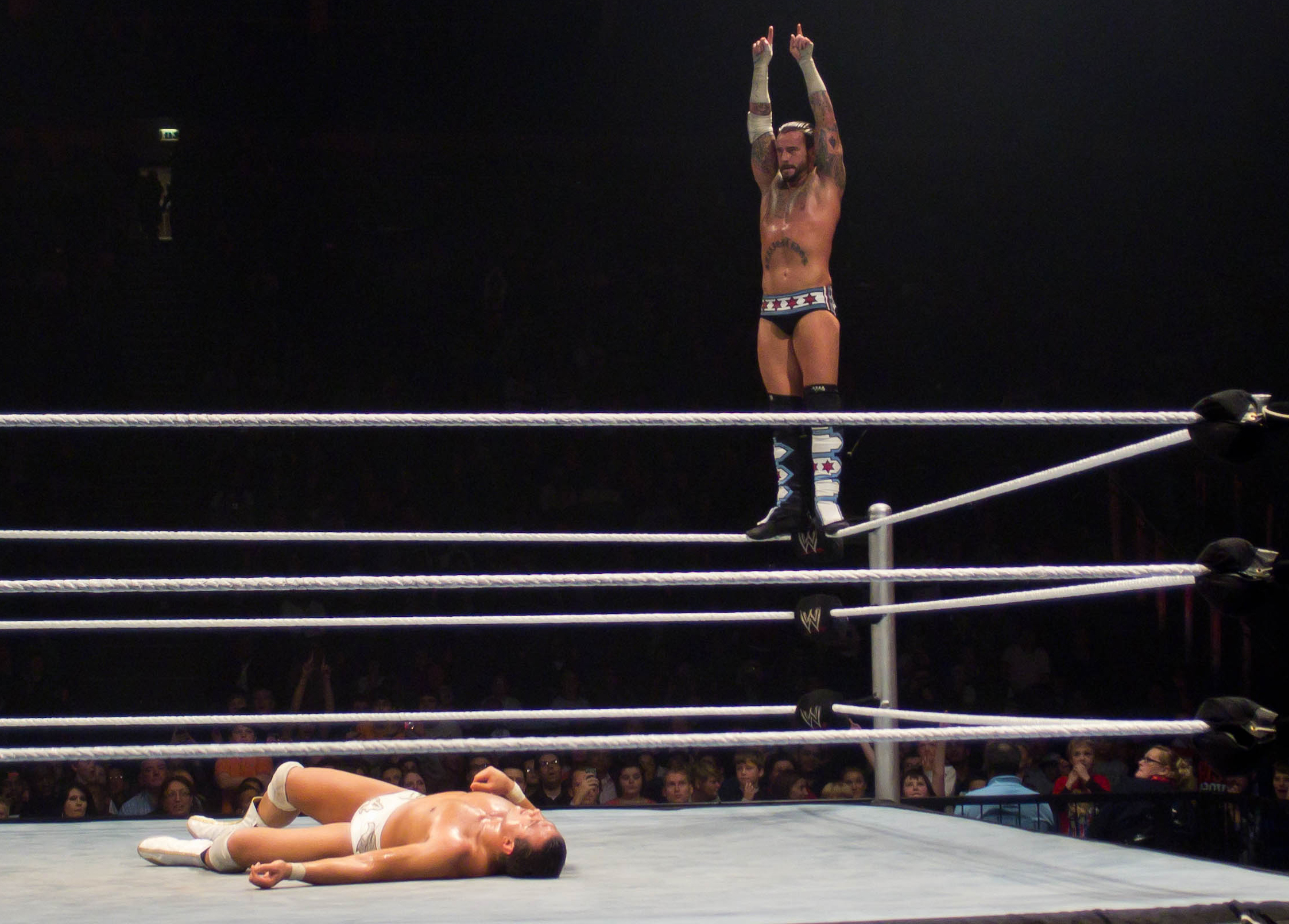
ダイビングエルボードロップ

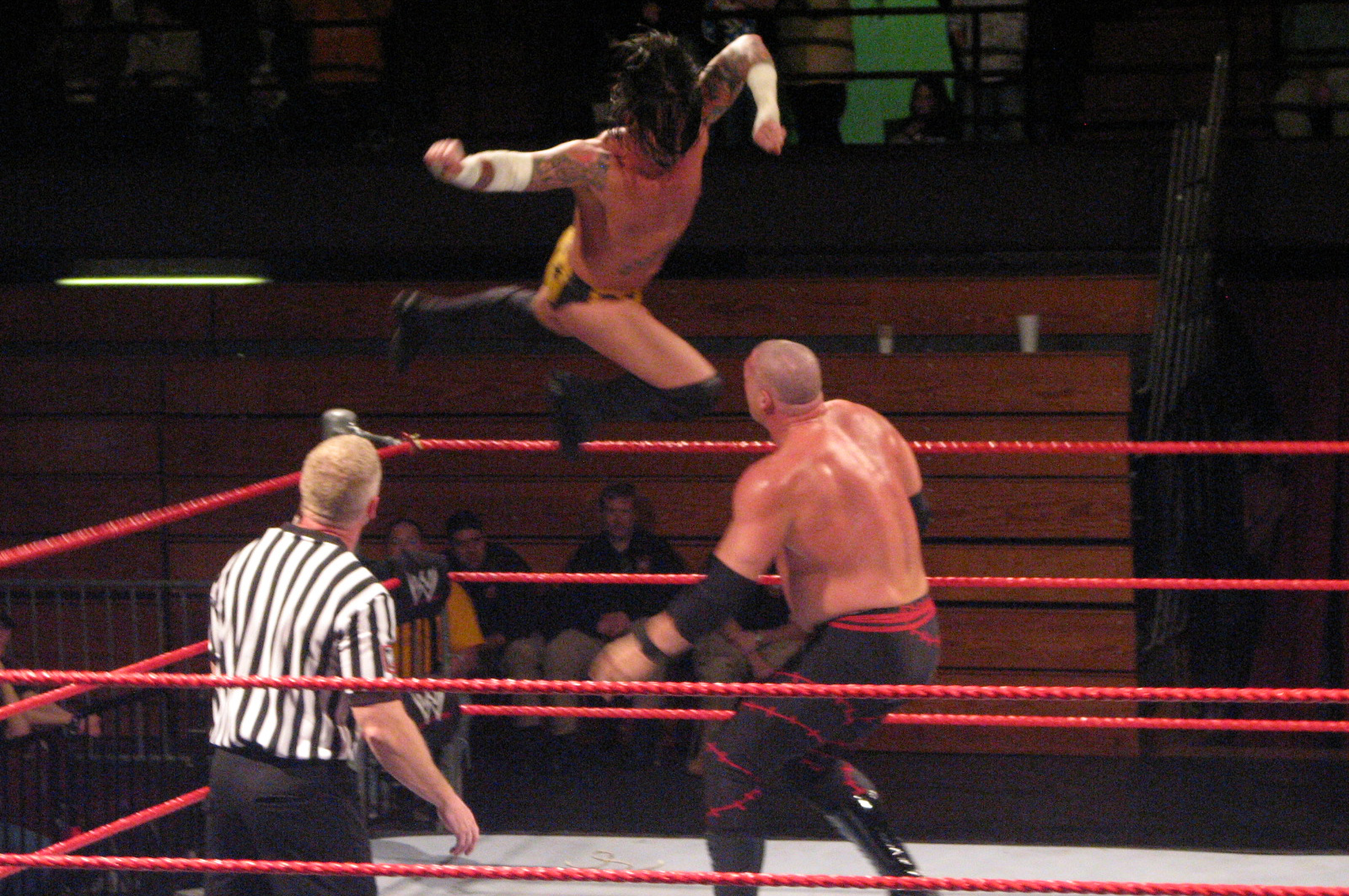
スプリングホールド式クローズライン

### フィニッシュ・ホールド

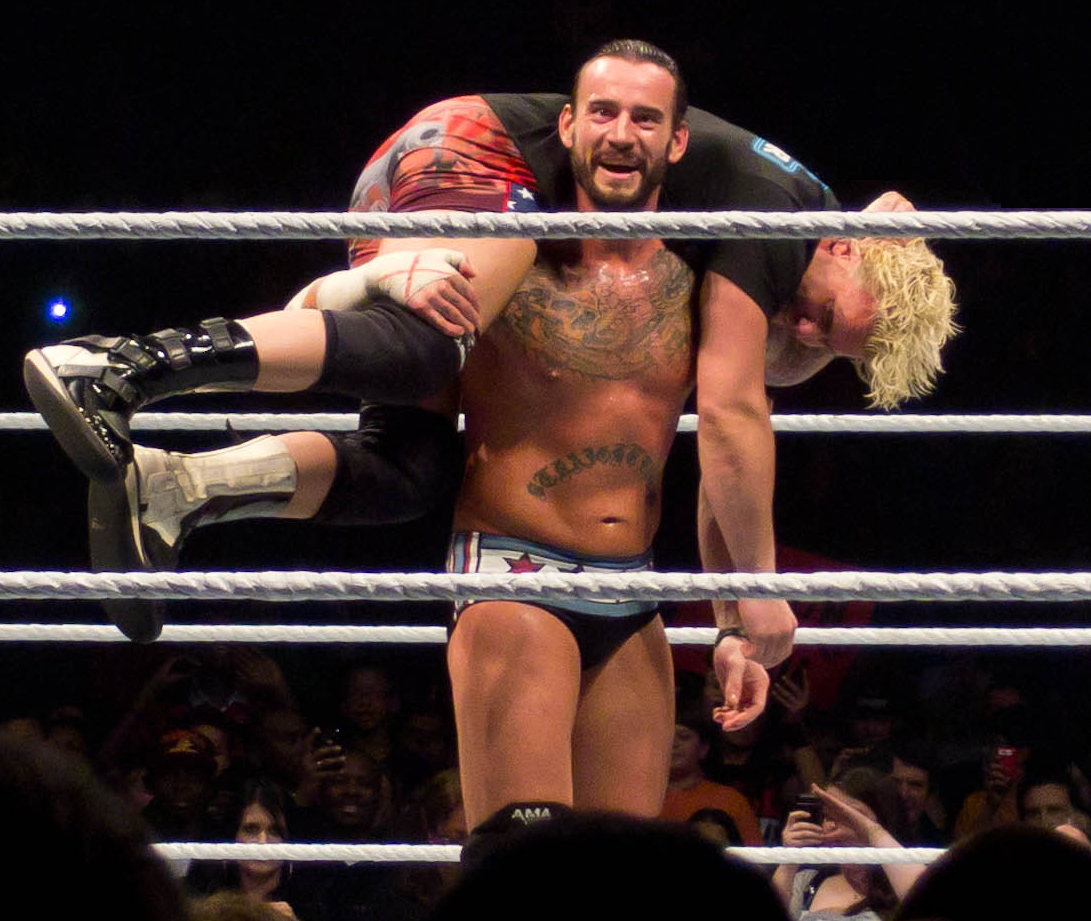
GTS
2007年に入って使い始めたフィニッシュ・ホールド。相手をファイヤーマンズキャリーで担ぎ上げて前方に落とし、落ちてきた相手の顎または胸板にニーリフトを決める技。KENTAのフィニッシュムーブ。
アナコンダバイス
WWEデビュー当時のフィニッシュ・ホールド。
グラウンドでのサブミッション技で、コブラクラッチと肩固めを複合した技。GTSと同じく彼の関節技の中のフィニッシュ・ホールドである。天山広吉のフィニッシュムーブ。
ペプシ・プランジ（雪崩式ペディグリー）
ROH時代の奥の手。WWEではトリプルHが原型のペディグリーをフィニッシュ・ホールドとして使用しているため、またパンク自身が膝の故障を抱えているので使用しない。
ダイビング・エルボー・ドロップ
この技を愛用していたランディ・サベージが亡くなって以降、サベージのやり方を踏襲したランディ・サベージ式のマッチョマンズ・エルボーを繰り出すことが多い。

### 打撃技
エルボー
連続エルボー・スタンプ
主に尻餅をついている相手に背後から行う。
バックエルボー
バックハンド・チョップ
ナックル・パンチ
打撃コンビネーション
ボディに左掌底→右頬に左掌底→左頬に右掌底→右頬にローリング裏拳→右側頭部に左ハイキックというコンビネーション・キック。膝蹴りへ移行するパターンもある。
クローズライン
通常、スプリングボード式ラリアットの2種類を使用。
ペプシ・ツイスト
相手の左腕をハンマーロックで捕らえ、そのまま腕を離さずに相手の右脇下をくぐって正面に移動し、そこからショートレンジで勢いよく右腕を叩き込む変型ショートレンジ・ラリアット
各種蹴り技
ローキック、ミドルキック、ハイキック
ハイ・ニー
コーナーにもたれている相手にダッシュし、セカンドロープを踏み台にして顔面にニーリフトを見舞う。この技を行った後、ブルドッギング・ヘッドロックに繋げるのが定番。
ニーリフト
延髄斬り
シャイニング・ウィザード
ROH時代の決め技のひとつ。武藤敬司の技。彼の影響により使用した技である。ROH時代後期にはアナコンダバイスへの繋ぎ技として使用していたが、WWEではグレゴリー・ヘルムズがフィニッシュムーブとして使用しているため封印。最近になってまた使い始めている。
ブルドッギング・ヘッドロック

### 投げ技
スープレックス
スーパープレックス
バック・スープレックス
DDT
デビルロックDDT
通常のDDTの体勢に捉えた後、自身の空いてる右腕で相手の左腕をハンマーロックでクラッチ、さらに河津落としのように足を絡めた後、DDTのように背後に倒れて相手を頭から打ちつける技。
裏投げ
ウェルカム・トゥ・シカゴ、マザーファッカー
ダブルアーム・バックブリーカー

### 絞め技
変形サーフボード・ストレッチ
足首、アゴを圧迫して行うサーフボード・ストレッチ。

## タイトル歴

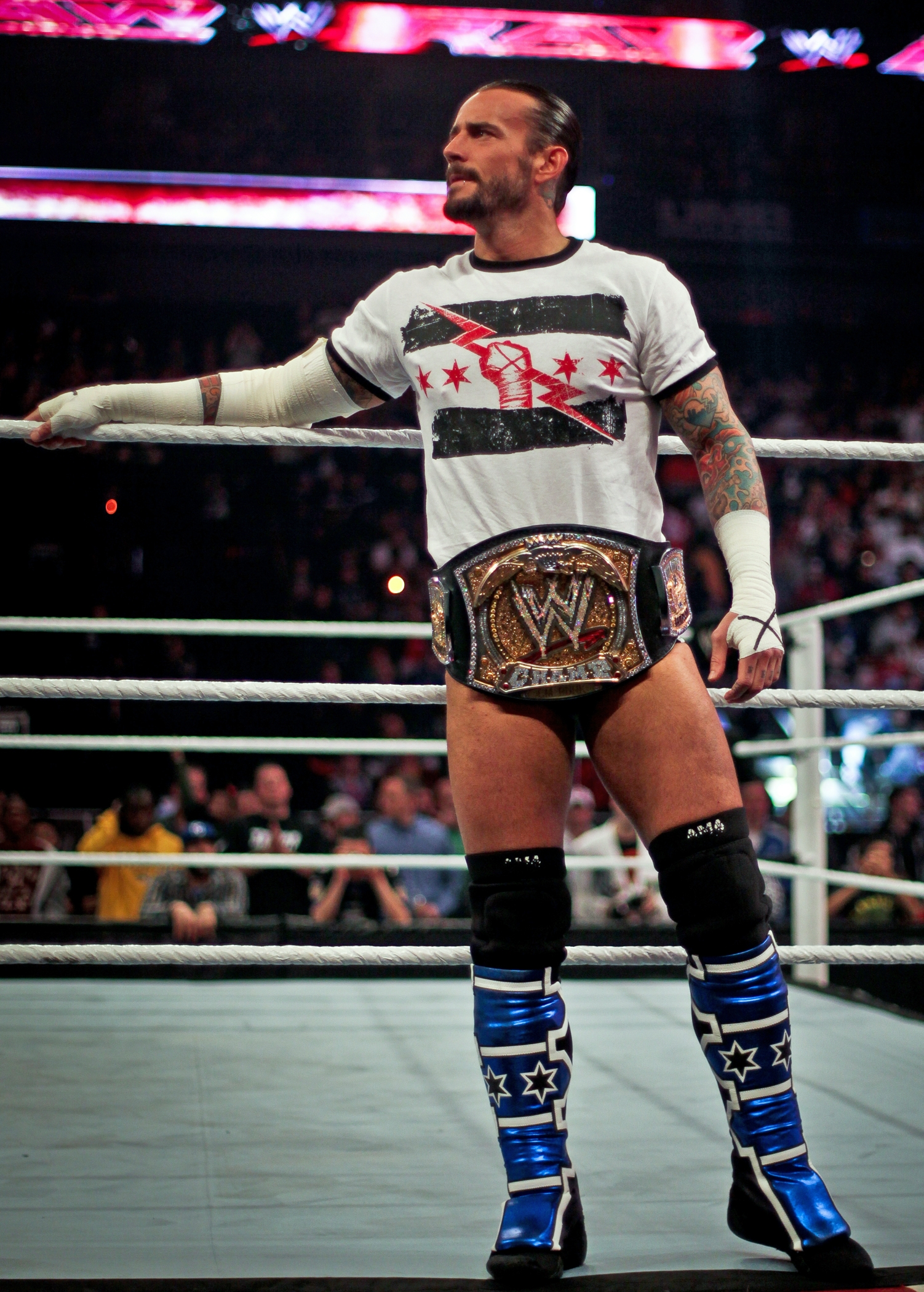
WWE王座

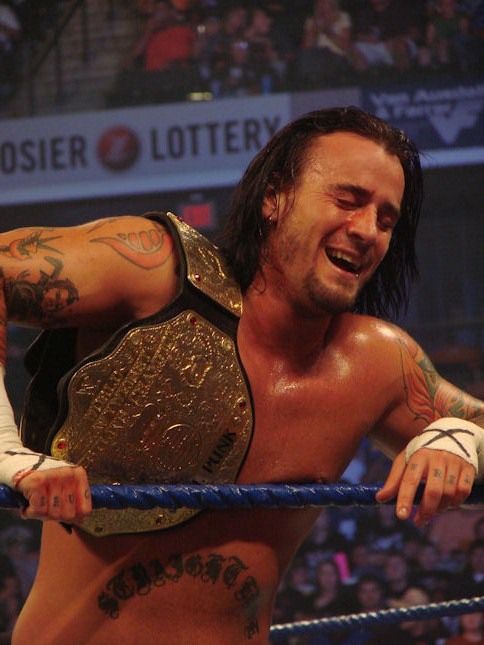
世界ヘビー級王座

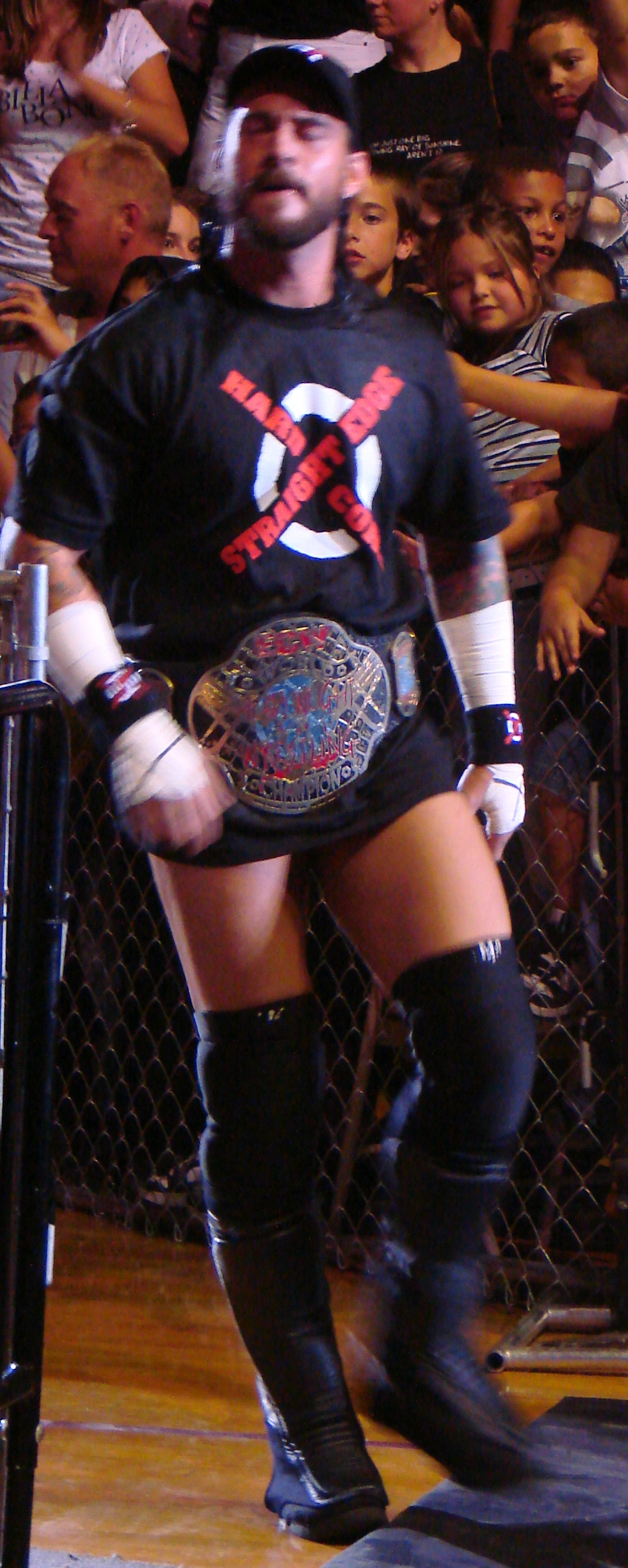
ECW王座

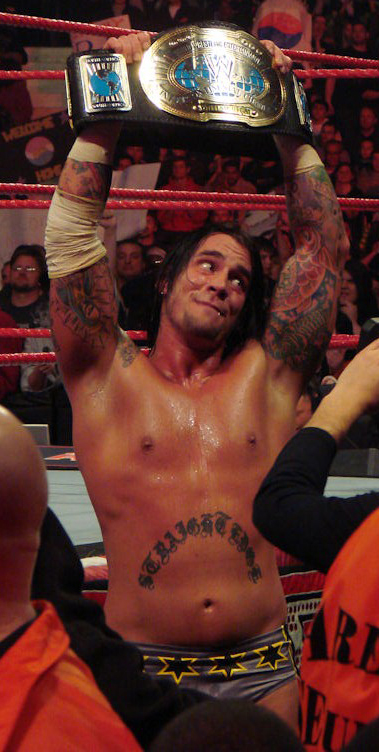
IC王座

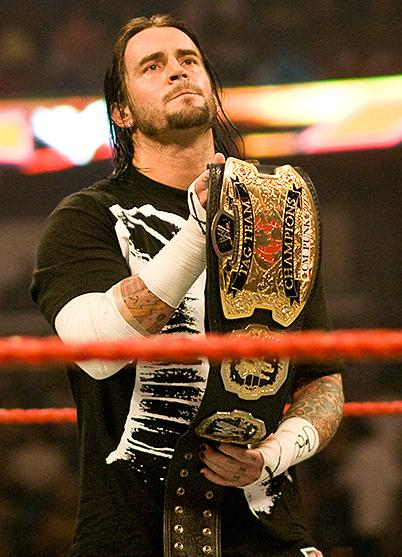
WWE・世界タッグチーム王座

- AEW

AEW世界王座：2回（第5代、7代）
- WWE

WWE王座：2回
世界ヘビー級王座 ： 3回
世界ヘビー級王座(2023) : 1回
IC王座 ： 1回
WWE・世界タッグチーム王座（w / コフィ・キングストン）： 1回
ECW王座：1回
レッスルマニアXXIV（2008年）  マネー・イン・ザ・バンク・ラダー・マッチ優勝
レッスルマニアXXV（2009年） マネー・イン・ザ・バンク・ラダー・マッチ優勝
トリプルクラウン達成
グランドスラム達成
- ROH

ROH世界王座：1回（第5代）
ROH世界タッグ王座：2回 （w / コルト・カバナ）
ROH殿堂
- IWAミッドサウス

IWAミッドサウスヘビー級王座：5回
IWAミッドサウスライトヘビー級王座 ： 2回
- OVW

OVWヘビー級王座 : 1回
OVW南部タッグ王座 : 1回
OVW TV王座 : 1回
- IWC

IWC世界ヘビー級王座 : 1回
- MAW

MAWヘビー級王座 : 1回
- SPWCW

SPCWノーザンステイツライトヘビー級王座 : 1回
SPCWノーザンステイツTV王座 : 2回
- NWAサイバースペース

NWA サイバースペースタッグ王座 : 1回 (w / ジュリオ・ディネロ)
- NWAレヴォルーション

NWA レヴォルーションヘビー級王座 : 1回

## 入場曲
- This Fire（Killswitch Engage） - 2011年のマネー・イン・ザ・バンクまで使用。元々はランディ・オートンの新入場曲として作られたが、パフォーマンスと噛み合なかったためパンクの入場曲として使用される。
- Miseria Cantare（The Beginning） / AFI - ROH時代に使用
- Cult of Personality （Living Colour）-現在使用中 - ROH時代、2011年7月25日のRAWから2014年のロイヤル・ランブルまで使用。AEWでも引き続き使用。WWE11月25日サバイバーシリーズ復活後からも使用。現在でも使用中。

## 決め台詞
- It's  clobberin' time!（お仕置きの時間だ！）- 入場時に時計を見るような仕草の後、大声で叫ぶのが特徴。元ネタはファンタスティック・フォーの登場人物、シングの決め台詞を引用したもの。
- Just say No!
- I"m the best in the world!
- I'm BACK!
- On this microphone, in this ring, even that commentary. Nobody can touch me.

## WWE退団の経緯
CMパンクは2014年11月、自身の退団について友人のコルト・カバーナがホストを務めるラジオ番組にて語った。彼の主張による退団の経緯は以下のとおりになる。
パンクはWWEを退団するつもりはなかった。負傷や病に悩まされていたにも拘らず試合に出続けることを強いられた上、ドクターのずさんな診断で危うく生命の危機に瀕したこともあった。彼は背中の腫瘍を取り除く手術の後休養が必要だと訴えたが、団体側は直ぐにサーキットに参加するようにと命令するなど、次第に健康面での不安を抱えるようになっていた。WWEはレスラーの健康を管理、保護する気がないとも述べ、論拠として選手会のような組織が存在しないことをあげた。
ストーリーラインやビジネス面でも、パンクは不当に搾取されつづけたと主張している。トップレスラーとしてフルタイムで働いたにもかかわらず一度もレッスルマニアのメインを張らせてもらえず、給料はジョン・シナはおろかレスラーとしてはスポット参戦しかしないトリプルHやアンダーテイカーより低かった。
また、地元シカゴのUFC大会でチェール・ソネンのセコンドにつきたいとビンスに提案し、ビンスはそれを「あんな野蛮人のすること」と却下したが、数週間後トリプルHがフロイド・メイウェザーをリングまでエスコートしていた。その他にもスポンサー契約がビンスの圧力でレスナーに流れたり、映画の主演がオートンに急遽変更されるなど理不尽な事を多くされていた。
彼の給料はだんだん減っていったため、弁護士を雇ってようやく要求していたもの全てを手に入れることが出来た。和解の内容については弁護士に口止めされているが、団体側は個人事業主であるレスラーとの裁判が存続の危機に関わるとして恐れていたと話している。
職務放棄の数週間後に2ヶ月の出場停止を言い渡されたが、それを過ぎても連絡がなく不審に思った彼は連絡を持とうとしたが、6月に交際していたAJリーとの結婚式当日に解雇を言い渡された。
ポッドキャスト内でパンクはトリプルHがビンスと結託して自分の活動を妨害していたと主張した。また、ライバックの試合で何度も負傷したことによって彼を非難している。
WWEはパンクがライバル団体のTNAに行くのではないかと恐れていたが、彼の弁護士は「パンクはすっかりプロレスに嫌気がさしており、今後彼がプロレス業界に戻ることはない」と告げたという。
このインタビュー後、特に口を極めて罵られたビンスとトリプルHはスティーブ・オースチンが主催する番組で別々に語っている。
ビンスは解雇通知を結婚式当日に贈ったのは意図して行ったわけではなく、企業の管理不足で大きな間違いであったと認め、謝罪した。復帰についても、もしも本人にその気があるなら喜んで受け入れる、と発言した。
トリプルHはパンクが入団した際に彼の悪い噂を聞き思わず皆の前で罵ったことがあったが、神に誓って彼を侮辱するつもりはなかったと釈明した。2011年6月に収録中にパンクが行った痛烈な体制批判についても問題はなかったものの、ビンスの仲介などで次第に誤解が生じたと推測している。また、トリプルHは彼を「不気味な猫のようなやつで、誰とも話さないし、コミュニケーションしようとしない」人物と評した。しかしビンス同様パンクの復帰には好意的であり、ファンが望むのであればそれはベストなことだ、と受け入れる態度を見せた。

## その他
- かつて入場時に武藤敬司のLOVEポーズを借用したり、日本マットによく見られる技・アピールを好んで使用する一面がある。
- 選手としてのWWEPPV初参戦は2006年サバイバー・シリーズであるが、それに先立ち、パンクの地元シカゴで開催された同年のレッスルマニア22で、シカゴ・ギャングのコスプレで入場したジョン・シナの取り巻きのギャング役として、ノン・レスリングの役割でのPPV初出演を果たしている。
- ギミック上で日本で修行したことになっているが、日本の団体への参戦経験は、2003年7月-8月に行われたプロレスリングZERO-ONEのシリーズ「火祭り'03」への来日1回のみしかない。
- ペプシコーラを愛飲していて、自身の体にペプシのロゴマークのタトゥーをいれる程である。RAW15周年記念特番の最後にも他のメンバーがビールで乾杯する中、ウィリアム・リーガルと共に（自身のギミックも関係してはいるが酒が飲めない為）ペプシコーラを飲んでいた。
- 2009年6月15日、RAWシャーロッテ大会で世界ヘビー級王座戦（対エッジ対ジェフ・ハーディー）を戦った際、左腕に巻いたバンデージに緑色のマジックで「MISAWA」と書き、その2日前（6月13日ノア広島大会）にリング上で急逝した三沢光晴を追悼した。また自身の左肩甲骨の部分に緑色のレスリング・シューズと、漢字で「三沢」と書かれたタトゥーを入れている。
- 2010年9月21日のNXTでは職務放棄(アングル上)したマイケル・コールの代役として実況を務めた（番組途中でコールは復帰）。
- 青年男性ファンからの人気が高く、WrestleMania XXVII直前のRAWでランディ・オートンと対峙した際は声援が二分される展開となった。
- 2011年6月のWWEの体制批判を含んだ大演説は、WWE内部は無論WWE外からも批評を集めたが、ストーン・コールド・スティーブ・オースチンはパンクの演説を「ここ数年で最もエキサイティングだった」と評価していて、「もし後1試合だけリングに上がるとしたら」との問いに「レッスルマニアでパンクと戦いたい」と希望していた[26]。